# Adrian Bălan
Adrian Bălan (sinh ngày 14 tháng 3 năm 1990 ở Câmpulung Muscel) là một cầu thủ bóng đá người România thi đấu cho Voluntari ở vị trí tiền đạo.